# Alejandro Hohberg
Alejandro Hohberg González (Lima, 20 de agosto de 1991) es un futbolista peruano. Juega como  extremo izquierdo y su equipo actual es el Cienciano de la Liga 1 del Perú. Es nieto del argentino nacionalizado uruguayo, Juan Eduardo Hohberg, exjugador de Peñarol y la selección uruguaya.

## Trayectoria

### Inicios en el fútbol uruguayo
Nacido en Perú, pero con ascendencia uruguaya, Hohberg realizó divisiones menores en la Academia Tito Drago hasta el año 2001, cuando con diez años emigró a Uruguay pasando a jugar en las categorías inferiores del Liverpool F. C. durante dos años, para luego formar parte de las divisiones inferiores y posteriormente de las reservas de Peñarol. 
Con la finalidad de buscar mayores oportunidades al tener la nacionalidad peruana, pasó pruebas en Universitario de Deportes que era dirigido por Nolberto Solano y Alianza Lima que era dirigido por José Soto; sin embargo, ninguno de los directores técnicos antes mencionados aprobó su fichaje, por lo que volvió a Uruguay para seguir buscando oportunidades.
En el 2012, firmó contrato como profesional con el Rentistas, donde pudo debutar en la primera división del fútbol uruguayo con veintiún años.

#### C. A. Rentistas
Luego de pasar las pruebas en el fútbol peruano, fichó para la temporada 2012 por Rentistas donde debutó en primera división. Su debut se produjo en la derrota a domicilio contra Club Nacional de Fútbol el 21 de abril de 2012. Llegó a disputar ocho encuentros en la temporada.

#### C. A. Torque
En el año 2013 defendió a Torque de la Segunda División Uruguaya, club con el que perdió el ascenso a Primera en definición por penales ante Miramar Misiones. Durante la Temporada 2013, disputó 30 encuentros y anotó 4 goles.

### Llegada al fútbol peruano

#### F. B. C. Melgar
En diciembre del año 2013, el entrenador peruano Juan Reynoso asume la conducción técnica del F. B. C. Melgar, con miras a la Temporada 2014. A su llegada planteó una renovación de la plantilla casi en su totalidad, por lo que se concretó el fichaje de varios jugadores del medio local.
Como parte de esta renovación, luego de revisar sus videos, Juan Reynoso pidió expresamente el fichaje del volante uruguayo-peruano, el cual se concretó rápidamente debido a la ventaja de Hohberg de no ocupar cupo de extranjero por su doble nacionalidad.
Debutó con camiseta rojinegra el 15 de febrero de 2014, llegando a completar 23 partidos durante la temporada y anotar 3 goles. Sin embargo, a pesar de completar buenas actuaciones, a fines del año 2014 cierra su fichaje con la Universidad San Martín de Lima, en búsqueda de mayor continuidad y adoptar un rol protagónico dentro de un equipo.

#### Universidad San Martín
Ante la partida del mediocampista colombiano Johnnier Montaño, la Universidad de San Martín se interesó en el volante que había redondeado interesantes actuaciones en cuadro arequipeño, por lo que al finalizar la Temporada 2014, inició conversaciones para hacerse de sus servicios.
Así, a comienzos de 2015 firmó por la Universidad de San Martín para toda la temporada, debutando con el equipo albo el 7 de febrero de 2015 con la dorsal #8. En tienda santa fue dirigido por el argentino Cristian Leonel Díaz y completó 38 encuentros, donde anotó 9 goles.

#### Universidad César Vallejo
Luego de dos buenas temporadas a nivel individual, fichó para la Temporada 2016 por la Universidad César Vallejo, equipo que contaba un importante presupuesto para el fútbol local, pues tenía bastante ilusión por su participación en la Copa Libertadores de ese año. 
Con camiseta poeta, marcó su primer gol internacional, el cual fue contra São Paulo por la Pre-libertadores, en el encuentro que terminó 1-1 (enfrentamiento de ida).
A pesar de no lograr la clasificación a la etapa final de la Copa Libertadores y de un mal inicio de torneo a nivel colectivo, Hohberg logró destacar individualmente, siendo incluso convocado a la Selección Nacional para disputar la Copa América 2016 - Edición Centenario, bajo la dirección técnica de Ricardo Gareca.
Lamentablemente para el cuadro poeta, la seguidilla de malos resultados concluyó con la pérdida de la categoría a pesar del importante plantel con el que contaba, lo que significó que Hohberg tenga que buscar un nuevo club para el siguiente año. Individualmente Hohberg disputó 33 encuentros y anotó 11 goles.

### Alianza Lima

#### Temporada 2017
En el 2017 se desvincula de la César Vallejo y firma por Alianza Lima.
En su nuevo club debuta el 12 de febrero de 2017, ofreciendo una gran actuación contra Universitario de Deportes en el clásico de los clásicos del fútbol peruano y siendo importante en la victoria del cuadro blanquiazul por 2-0. El 14 de mayo de ese mismo año, marcaría su primer gol para el club victoriano ante el UTC de Cajamarca, dándole el empate final a su equipo.
Posteriormente anotaría el empate agónico contra Cantolao en Matute, en la victoria en los descuentos contra Unión Comercio en Moyobamba y un gol en la importante victoria contra Deportivo Municipal por 2-0, en el Estadio Nacional.
Luego de sus buenas actuaciones, Hohberg apareció entre los 500 mejores jugadores del mundo del ranking de la edición de abril de la revista World Soccer.
Finalmente, redondearía un magnífico año 2017 al consagrarse campeón nacional del fútbol peruano (rompiendo la sequía de 11 años sin títulos del cuadro íntimo), siendo pieza importante del equipo y logrando la clasificación a la Copa Libertadores 2018.

#### Temporada 2018
El 7 de enero de 2018 renueva por toda la temporada con Alianza Lima con miras a afrontar la Copa Libertadores 2018. Jugó los 6 partidos de la Copa Libertadores con el club íntimo sin conseguir ningún gol y despidiéndose del torneo en el último lugar de su grupo.
Después de la eliminación de la Copa Libertadores, Hohberg sólo se concentraría en lograr el bicampeonato con Alianza Lima. Durante la temporada marco varios goles y realizó muchas asistencias, logrando convertirse en una de las figuras del campeonato y pasando a ser considerado por la prensa y la afición como el mejor jugador del cuadro victoriano en el torneo.
Sin embargo, el cuadro victoriano, luego de llegar en medio de polémica a los play-off con Sporting Cristal, pierden las dos finales, obteniendo el subcampeonato del descentralizado y clasificando a la Copa Libertadores 2019.
Sorpresivamente, para la Temporada 2019, no se anunció la renovación del talentoso volante ofensivo y se especuló que tenía una importante oferta económica del Sporting Cristal y otras propuestas del fútbol mexicano, que lo alejaban de Matute. En ese marco, en medio de los rumores de una inminente salida del cuadro blanquiazul, Hohberg declararía lo siguiente: "Nadie de Alianza Lima me llamó y recién ahora veré todo lo relacionado a mi futuro futbolístico. Tengo algunas posibilidades y las analizaré con calma".
Semanas más tarde, el mercado peruano se remeció al anunciarse el fichaje de Hohberg por el clásico rival, Universitario de Deportes. Transcendió que la razón principal era que Alianza Lima no había aceptado incluir una cláusula de salida como jugador libre al extranjero, mientras que Universitario si la había aceptado y además le ofrecía un contrato por 3 años.
Con este anunció, finalizó su paso como jugador blanquiazul, donde jugó 56 encuentros y anotó 11 goles.

### Universitario de Deportes

#### Temporada 2019
El 7 de enero de 2019, Universitario de Deportes anunció mediante sus cuentas oficiales el fichaje del defensa uruguayo Guillermo Rodríguez y del volante peruano-uruguayo Alejandro Hohberg, con lo cual desató la polémica dado que este último se trataba de un jugador que venía de jugar en Alianza Lima, clásico rival del cuadro merengue.
Luego de unos días de silencio, rebotó en la prensa una nota donde expresaba lo siguiente «Estoy feliz de tomar esta decisión, es lo mejor para mi carrera y para mi familia» y de esta forma inició su romance con el cuadro crema.
Como era lógico, la Noche Crema 2019, evento donde el cuadro merengue presenta cada año a su plantilla y comando técnico, centró los focos en el recibimiento de la Trinchera Norte al exjugador blanquiazul. Sin embargo, durante su presentación, el estadio entero le brindó su apoyo coreando el "Y Dale U" cuando fue presentado, sin pifiarlo o recordarle su pasado reciente. Debutó esa noche en la victoria sobre la Universidad de Concepción de Chile por 1-0.
Su debut oficial se dio el 17 de febrero de 2019 en el empate contra Unión Comercio y anotó su primer gol oficial el 23 de febrero en la victoria por 3 a 1 ante Pirata F.C. Con el transcurrir de los partidos se volvió pieza fundamental en el esquema del técnico chileno Nicolás Córdova, quien luego revelaría que fue parte fundamental de la negociación al comunicarse directamente con el jugador y señalarle que lo tenía en sus planes para la Temporada 2019.
Sin embargo, luego de una seguidilla de malos resultados, el técnico chileno dejaría su cargo, siendo reemplazado por el argentino Ángel Comizzo, con quien mantendría su titularidad, siendo incluso utilizado como delantero central en varios encuentros tras la partida de German Denis y convirtiéndose en uno de los mejores del club en la temporada. Durante esta temporada, pudo volver a formar parte de la Selección Nacional, cuando fue llamado de emergencia para los amistosos de octubre de 2019, ante la lesión de Yoshimar Yotún. No obstante, no llegó a ingresar en ninguno de los partidos. Dejó el club el 22 de diciembre del 2020, siendo criticado por los hinchas por tener una discreta participación en el Clausura y la final.

### Sporting Cristal

#### Temporada 2021
Tras dos temporadas en Universitario de Deportes llegó un acuerdo con Sporting Cristal causando nuevamente polémica por llegar ahora, por segunda vez consecutiva a otro equipo entre los "clásicos" del Perú. Tuvo un buen rendimiento en la Fase 1 de la Liga 1 Betsson, siendo goleador del equipo ayudando a conseguir ese primero torneo corto y consiguiendo la clasificación a los Octavos de la Copa Sudamericana tras una discreta participación en la Copa Libertadores donde marcó un tanto.

## Participaciones en Copa América
| Torneo                  | Sede           | Resultado        | Partidos | Goles |
| ----------------------- | -------------- | ---------------- | -------- | ----- |
| Copa América Centenario | Estados Unidos | Cuartos de final | 2        | 0     |

## Estadísticas

### Clubes
Actualizado al último partido disputado el 29 de octubre de 2023.
| Club                             | Temporada     | Liga  | Liga  | Liga   | Copas nacionales(1) | Copas nacionales(1) | Copas nacionales(1) | Copas internacionales | Copas internacionales | Copas internacionales | Total | Total | Total  | Media goleadora |
| Club                             | Temporada     | Part. | Goles | Asist. | Part.               | Goles               | Asist.              | Part.                 | Goles                 | Asist.                | Part. | Goles | Asist. | Media goleadora |
| -------------------------------- | ------------- | ----- | ----- | ------ | ------------------- | ------------------- | ------------------- | --------------------- | --------------------- | --------------------- | ----- | ----- | ------ | --------------- |
| Rentistas · Uruguay              | 2011-12       | 8     | 0     | 1      | 0                   | 0                   | 0                   | -                     | -                     | -                     | 8     | 0     | 1      | 0               |
| Rentistas · Uruguay              | Total club    | 8     | 0     | 1      | 0                   | 0                   | 0                   | 0                     | 0                     | 0                     | 8     | 0     | 1      | 0               |
| Torque · Uruguay                 | 2012-13       | 21    | 4     | 4      | 0                   | 0                   | 0                   | 0                     | 0                     | 0                     | 21    | 4     | 4      | 0.19            |
| Torque · Uruguay                 | 2013-14       | 9     | 0     | 1      | 0                   | 0                   | 0                   | 0                     | 0                     | 0                     | 9     | 0     | 1      | 0               |
| Torque · Uruguay                 | Total club    | 30    | 4     | 5      | 0                   | 0                   | 0                   | 0                     | 0                     | 0                     | 30    | 4     | 5      | 0.13            |
| FBC Melgar · Perú                | 2014          | 23    | 3     | 3      | 0                   | 0                   | 0                   | -                     | -                     | -                     | 23    | 3     | 3      | 0.14            |
| FBC Melgar · Perú                | Total club    | 23    | 3     | 3      | 0                   | 0                   | 0                   | -                     | 0                     | 0                     | 23    | 3     | 3      | 0.13            |
| Universidad de San Martín · Perú | 2015          | 38    | 9     | 4      | 0                   | 0                   | 0                   | 0                     | 0                     | 0                     | 38    | 9     | 4      | 0.24            |
| Universidad de San Martín · Perú | Total club    | 38    | 9     | 4      | 0                   | 0                   | 0                   | 0                     | -                     | -                     | 38    | 9     | 4      | 0.24            |
| Universidad César Vallejo · Perú | 2016          | 31    | 10    | 1      | -                   | -                   | -                   | 2                     | 1                     | 0                     | 33    | 11    | 1      | 0.33            |
| Universidad César Vallejo · Perú | Total club    | 31    | 10    | 1      | 0                   | 0                   | -                   | 2                     | 1                     | 0                     | 33    | 11    | 1      | 0.33            |
| Alianza Lima · Perú              | 2017          | 38    | 5     | 3      | -                   | -                   | -                   | 2                     | 0                     | 0                     | 40    | 5     | 3      | 0.13            |
| Alianza Lima · Perú              | 2018          | 44    | 11    | 11     | -                   | -                   | -                   | 6                     | 0                     | 1                     | 50    | 11    | 12     | 0.22            |
| Alianza Lima · Perú              | Total club    | 82    | 16    | 14     | -                   | -                   | -                   | 8                     | 0                     | 1                     | 90    | 16    | 15     | 0.18            |
| Universitario de Deportes · Perú | 2019          | 33    | 9     | 8      | 3                   | 3                   | 1                   | -                     | -                     | -                     | 36    | 12    | 9      | 0.33            |
| Universitario de Deportes · Perú | 2020          | 25    | 13    | 7      | -                   | -                   | -                   | 4                     | 0                     | 1                     | 29    | 13    | 8      | 0.45            |
| Universitario de Deportes · Perú | Total club    | 60    | 22    | 15     | 3                   | 3                   | 1                   | 4                     | 0                     | 1                     | 67    | 25    | 17     | 0.37            |
| Sporting Cristal · Perú          | 2021          | 19    | 8     | 4      | 1                   | 0                   | 0                   | 9                     | 3                     | 0                     | 29    | 11    | 4      | 0.38            |
| Sporting Cristal · Perú          | 2022          | 35    | 11    | 2      | -                   | -                   | -                   | 3                     | 0                     | 0                     | 38    | 11    | 2      | 0.29            |
| Sporting Cristal · Perú          | 2023          | 31    | 11    | 5      | -                   | -                   | -                   | 9                     | 0                     | 1                     | 40    | 11    | 6      | 0.28            |
| Sporting Cristal · Perú          | 2024          | 13    | 0     | 1      | -                   | -                   | -                   | 1                     | 0                     | 0                     | 14    | 0     | 1      | 0               |
| Sporting Cristal · Perú          | Total club    | 98    | 30    | 12     | 1                   | 0                   | 0                   | 22                    | 3                     | 1                     | 121   | 33    | 13     | 0.31            |
| Sport Boys Perú                  | 2025          | 11    | 8     | 4      | 0                   | 0                   | 0                   | -                     | -                     | -                     | 11    | 8     | 4      | 0               |
| Sport Boys Perú                  | Total club    | 0     | 0     | 0      | 0                   | 0                   | 0                   | 0                     | 0                     | 0                     | 0     | 0     | 0      | 0               |
| Total carrera                    | Total carrera | 370   | 94    | 55     | 4                   | 3                   | 1                   | 36                    | 4                     | 3                     | 410   | 101   | 59     | 0.26            |

Fuentes: soccerway.com, transfermarkt.es

## Palmarés

### Campeonatos nacionales
| Título                    | Club             | País | Año  |
| ------------------------- | ---------------- | ---- | ---- |
| Primera División del Perú | Alianza Lima     | Perú | 2017 |
| Copa Bicentenario         | Sporting Cristal | Perú | 2021 |

### Torneos cortos
| Título          | Club             | País | Año  |
| --------------- | ---------------- | ---- | ---- |
| Torneo Apertura | Alianza Lima     | Perú | 2017 |
| Torneo Clausura | Alianza Lima     | Perú | 2017 |
| Torneo Apertura | Universitario    | Perú | 2020 |
| Torneo Apertura | Sporting Cristal | Perú | 2021 |

### Distinciones individuales
| Distinción                                                                                  | Año  |
| ------------------------------------------------------------------------------------------- | ---- |
| Incluido en el equipo ideal del Torneo del Inca según el portal periodístico DeChalaca.com  | 2015 |
| Preseleccionado como volante en el mejor once del Campeonato Descentralizado según la SAFAP | 2018 |
| Mejor once de la Liga 1 según la SAFAP                                                      | 2019 |
| Preseleccionado como mejor jugador de la Liga 1 según la SAFAP                              | 2019 |
| Once ideal de la Liga 1                                                                     | 2019 |
| Preseleccionado como delantero en el mejor once de la Liga 1 según la SAFAP                 | 2020 |
| Once ideal de la Liga 1                                                                     | 2020 |
| Nominado a mejor jugador del año de la Liga 1                                               | 2020 |